# Aleksander Jamrozek
Aleksander Jamrozek (ur. 18 grudnia 1904 w Malawie, zm. 10 lutego 1942 w KL Auschwitz) – absolwent Uniwersytetu Jagiellońskiego, odznaczony w 1932 roku przez Bratnią Pomoc UJ odznaczeniem Bene meriti.

## Życiorys
Absolwent II Gimnazjum Państwowego w Rzeszowie. Studiował i ukończył filologię polską na Uniwersytecie Jagiellońskim. W 1932 roku zostało mu przyznane odznaczenie Bene meriti dla szczególnie zasłużonych w pracy na rzecz Bratniej Pomocy UJ. Po ukończeniu w 1933 roku studiów pracował jako nauczyciel w gimnazjum w Wieliczce, a potem jako inspektor w Krakowie i na Śląsku Cieszyńskim. W latach 1930–1933 pełnił funkcję zastępcy komendanta Krakowskiej Chorągwi Harcerzy. Został komendantem powołanego 28 września 1938 roku Pogotowia Harcerzy na Śląsku Cieszyńskim, które objęło teren czterech przygranicznych powiatów. Po wybuchu II wojny światowej Jamrozek ps. Wąsik koordynował działalność Szarych Szeregów na Rzeszowszczyźnie. Został aresztowany z całą komendą Okręgu Krakowskiego Szarych Szeregów. Był torturowany w więzieniu w Rzeszowie. Wywieziony do obozu koncentracyjnego Auschwitz i tam rozstrzelany. 